# Deathstalker III
Deathstalker III (Originaltitel: Deathstalker III: Deathstalker and the Warriors from Hell) ist ein 1988 produzierter US-amerikanisch-mexikanischer Barbarenfilm aus dem Genre der Fantasyfilme. Der Film folgt als Fortsetzung den beiden Vorgängerfilmen Mystor – Der Todesjäger II (Originaltitel: Deathstalker II) und Der Todesjäger (Originaltitel: Deathstalker). Mit einem weiteren Nachfolger (Deathstalker IV) bildet er somit den dritten Teil einer Tetralogie.

## Handlung
Der Abenteurer und Barbar Deathstalker entdeckt auf seiner Reise einen magischen Edelstein, der zusammen mit zwei weiteren Juwelen absolute Macht verleihen kann. Der Zauberer Troxartas besitzt bereits die beiden anderen Steine und will den dritten für sich beanspruchen, um anschließend eine Armee der Toten auferstehen zu lassen und mit deren Hilfe Herrscher des Königreichs zu werden. Dieser Plan kann jedoch durch den wagemutigen Deathstalker in einem finalen Kampf mit Troxartas verhindert werden, bei dem der trickreiche Schurke besiegt wird. Das Königreich wird somit von der Sklaverei befreit und Deathstalker erhält hierfür die Königswürde.

## Kritik
„Dritter Teil einer Fantasy-Serie, die sich wie ihre Vorgänger (vgl. ‚Mystor – Der Todesjäger‘) durch mystischen Firlefanz, martialisches Schwertergerassel und unfreiwillige Komik auszeichnet.“

## Hintergrund
- Drehorte waren Hidalgo und Morelos in Mexiko. Der Film enthält ausschnittsweise Montagen aus Der Rabe – Duell der Zauberer von 1963.[2]